# Pontaumur
Pontaumur és un municipi francès situat al departament del Puèi Domat i a la regió d'Alvèrnia-Roine-Alps. L'any 2007 tenia 755 habitants.

## Demografia

### Població
El 2007 la població de fet de Pontaumur era de 755 persones. Hi havia 284 famílies de les quals 108 eren unipersonals (20 homes vivint sols i 88 dones vivint soles), 84 parelles sense fills, 68 parelles amb fills i 24 famílies monoparentals amb fills.
La població ha evolucionat segons el següent gràfic:
Habitants censats

### Habitatges
El 2007 hi havia 434 habitatges, 296 eren l'habitatge principal de la família, 50 eren segones residències i 88 estaven desocupats. 345 eren cases i 89 eren apartaments. Dels 296 habitatges principals, 192 estaven ocupats pels seus propietaris, 85 estaven llogats i ocupats pels llogaters i 19 estaven cedits a títol gratuït; 5 tenien una cambra, 19 en tenien dues, 62 en tenien tres, 82 en tenien quatre i 128 en tenien cinc o més. 169 habitatges disposaven pel capbaix d'una plaça de pàrquing. A 132 habitatges hi havia un automòbil i a 108 n'hi havia dos o més.

### Piràmide de població
La piràmide de població per edats i sexe el 2009 era:
| Homes | Edats   | Dones |
| ----- | ------- | ----- |
| 0     | 95 o +  | 8     |
| 8     | 90 a 94 | 0     |
| 0     | 85 a 89 | 40    |
| 12    | 80 a 84 | 16    |
| 24    | 75 a 79 | 32    |
| 24    | 70 a 74 | 32    |
| 16    | 65 a 69 | 28    |
| 28    | 60 a 64 | 8     |
| 4     | 55 a 59 | 4     |
| 20    | 50 a 54 | 20    |
| 24    | 45 a 49 | 32    |
| 32    | 40 a 44 | 24    |
| 20    | 35 a 39 | 20    |
| 24    | 30 a 34 | 32    |
| 32    | 25 a 29 | 16    |
| 32    | 20 a 24 | 16    |
| 16    | 15 a 19 | 24    |
| 20    | 10 a 14 | 28    |
| 28    | 5 a 9   | 20    |
| 12    | 0 a 4   | 8     |

## Economia
El 2007 la població en edat de treballar era de 432 persones, 295 eren actives i 137 eren inactives. De les 295 persones actives 277 estaven ocupades (141 homes i 136 dones) i 18 estaven aturades (4 homes i 14 dones). De les 137 persones inactives 29 estaven jubilades, 66 estaven estudiant i 42 estaven classificades com a «altres inactius».

### Ingressos
El 2009 a Pontaumur hi havia 286 unitats fiscals que integraven 618 persones, la mediana anual d'ingressos fiscals per persona era de 14.303,5 €.

### Activitats econòmiques
Dels 83 establiments que hi havia el 2007, 9 eren d'empreses extractives, 3 d'empreses alimentàries, 4 d'empreses de fabricació d'altres productes industrials, 8 d'empreses de construcció, 18 d'empreses de comerç i reparació d'automòbils, 4 d'empreses de transport, 6 d'empreses d'hostatgeria i restauració, 1 d'una empresa d'informació i comunicació, 3 d'empreses financeres, 2 d'empreses immobiliàries, 7 d'empreses de serveis, 15 d'entitats de l'administració pública i 3 d'empreses classificades com a «altres activitats de serveis».
Dels 22 establiments de servei als particulars que hi havia el 2009, 1 era una oficina d'administració d'Hisenda pública, 1 gendarmeria, 1 oficina de correu, 2 oficines bancàries, 4 tallers de reparació d'automòbils i de material agrícola, 1 taller d'inspecció tècnica de vehicles, 3 guixaires pintors, 1 fusteria, 1 lampisteria, 1 electricista, 1 empresa de construcció, 3 perruqueries, 1 veterinari i 1 agència immobiliària.
Dels 10 establiments comercials que hi havia el 2009, 1 era un supermercat, 1 una gran superfície de material de bricolatge, 1 una botiga de menys de 120 m², 2 fleques, 2 carnisseries, 1 una llibreria, 1 una botiga de roba i 1 una floristeria.
L'any 2000 a Pontaumur hi havia 17 explotacions agrícoles que ocupaven un total de 923 hectàrees.

## Equipaments sanitaris i escolars
El 2009 hi havia 1 farmàcia i 1 ambulància.
El 2009 hi havia 1 escola maternal i 1 escola elemental. Pontaumur disposava d'un col·legi d'educació secundària amb 91 alumnes.

## Poblacions més properes
El següent diagrama mostra les poblacions més properes.